# Needville
Needville est une ville située dans le comté de Fort Bend, dans l'État américain du Texas. Selon le recensement de 2010, elle comptait une population de 2 823 habitants.

## Démographie
Selon le recensement de 2010, il y avait 2 823 personnes vivant à Needville.  La densité de population était de 632,6 hab par kilomètre carré. Sur les 2823 habitants, Needville est composée à 74,88% de Blancs, de 10,45 % d'Afro-américains, 0,43 % d'Amérindiens, 0,53 % d'Asiatiques et 0 % d'originaires des îles du Pacifique, 11,3 % étaient d'autres origines et 2,41 % de deux origines ou plus. Sur la population totale, 24,65 % étaient Hispaniques ou Latinos de toutes origines.